# Charles-Léonce-Octavien d'Antelmy
Charles-Léonce-Octavien d'Antelmy (né le 3 février 1668 à Fréjus, mort le 21 octobre 1752 à Grasse) est évêque de Grasse de 1726 à 1752.

## Biographie
Issu d'une famille provençale appartenant à la noblesse de robe, Charle-Léonce-Octavien d'Antelmy nait à Fréjus. Il devient Prévôt de sa ville natale. De 1697 à 1724 il est le dernier prieur de Grimaud à Saint-Tropez avant que ce prieuré soit uni au grand-séminaire de Fréjus. Protégé de André Hercule de Fleury dont il fut le vicaire général à Fréjus, il est désigné comme évêque de Grasse en 1726, confirmé le 9 décembre et consacré en janvier suivant par Charles Gaspard Guillaume de Vintimille du Luc archevêque d'Aix-en-Provence. À peine dans son diocèse il prend part en 1727 au « Concile d'Embrun » réuni par son métropolitain qui condamne Jean Soanen. Le 25 décembre 1729 il est pourvu de l'abbaye de Saint-Chinian dans le diocèse de Saint-Pons-de-Thomières ; il reçoit également en 1736 en commende l'abbaye de Lérins. Il participe à l'Assemblée du clergé de 1735. Favorable aux Jésuites il meurt à Grasse le 21 octobre 1752 à l'âge de 84 ans.